# Ercé-en-Lamée
Ercé-en-Lamée é uma comuna francesa na região administrativa da Bretanha, no departamento Ille-et-Vilaine. Estende-se por uma área de 39,48 km². Em 2010 a comuna tinha 1 515 habitantes (densidade: 38,4 hab./km²).